# Monte di Procida
Monte di Procida – miejscowość i gmina we Włoszech, w regionie Kampania, w prowincji Neapol.
Według danych na rok 2004 gminę zamieszkiwało 12 838 osób, 4279,3 os./km².